# 산사에 서다
《산사에 서다》는 1984년 4월 28일에 방영된 TV문학관이다.

## 줄거리
백봉 노인(박병호)은 일본 유학 중 히로시마 원폭투하 당시 피폭되어 그 후유증으로 백혈병을 앓는 신세가 된다.
불교에 귀의, 탱화를 그리던 그는 어느 날 빈사상태에 빠져 대학병원 응급실로 실려온다. 백봉은 거기서 그의 딸 수진(임옥경)을 오랜만에 만나게 되는데...

## 출연
- 박병호
- 임옥경
- 백준기
- 이상아
- 고설봉
- 여운계
- 이종만
- 김하림
- 이종우
- 김진옥
- 구우룡
- 전영미
- 정승곤
- 홍미선
- 이주원
- 원명스님